# Ревина гора
«Ревина гора» — комплексна пам'ятка природи місцевого значення. 
Пам’ятка розташовується в Обухівському районі. Входить в адміністративні межі Германівської сільської ради. Пам’ятку оголошено рішенням 25 сесії Київської обласної ради V скликання від 23 липня 2009 р. № 490-25-V. Наукове обґрунтування створення заказника підготовлено експертами Ukrainian Nature Conservation Group.

## Опис
На території об’єкту зберігся комплекс рослинних угруповань сухих степових лук. Переважно вони формуються такими видами: конюшина гірська, в’язіль різнобарвний, лядвенець український, скабіоза блідо-жовта, вероніка сива, дзвоники ріпчатовидні. Серед інших видів конюшина польова, лаватера тюрінгська, підмаренник справжній та астрагал солодколистий, чагарник рокитник руський, суховершки звичайні, деревій звичайний, суниці лісові, звіробій продірявлений, материнка, чебрець Маршаллів, пижмо звичайне, полин гіркий.
Місцевість населяє низка птахів ряду горобцеподібних – вівсянки, трав’янки, плиски, жайворонки та інші. Наявність таких видів плазунів, як ящірки прудка та зелена, приваблює і хижих птахів – лунів та канюків. Серед комах мешкають типові степові види, зокрема занесені до Червоної книги України метелики махаон та подалірій, а також бджола-тесляр фіолетова.

## Галерея

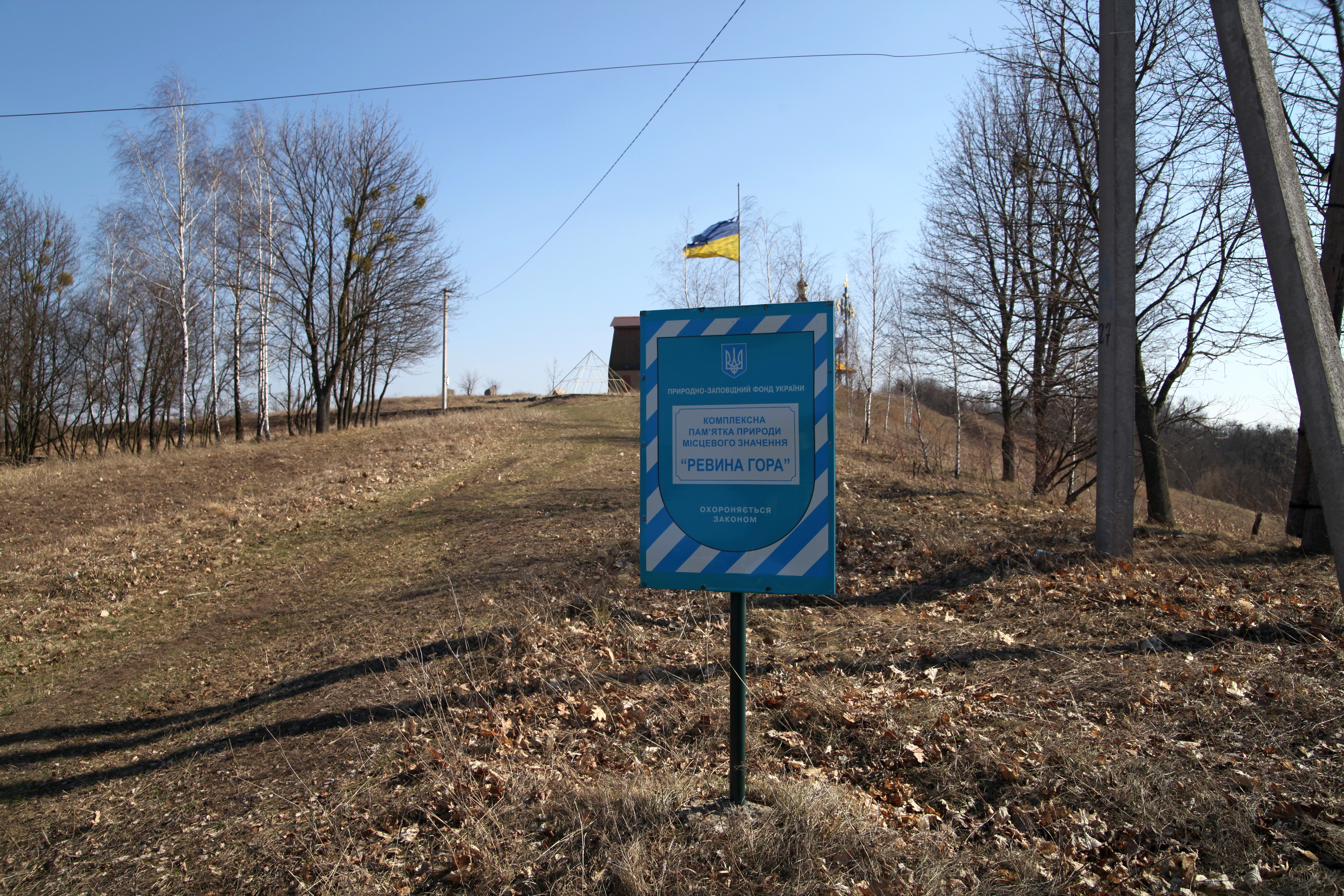
Ревина гора
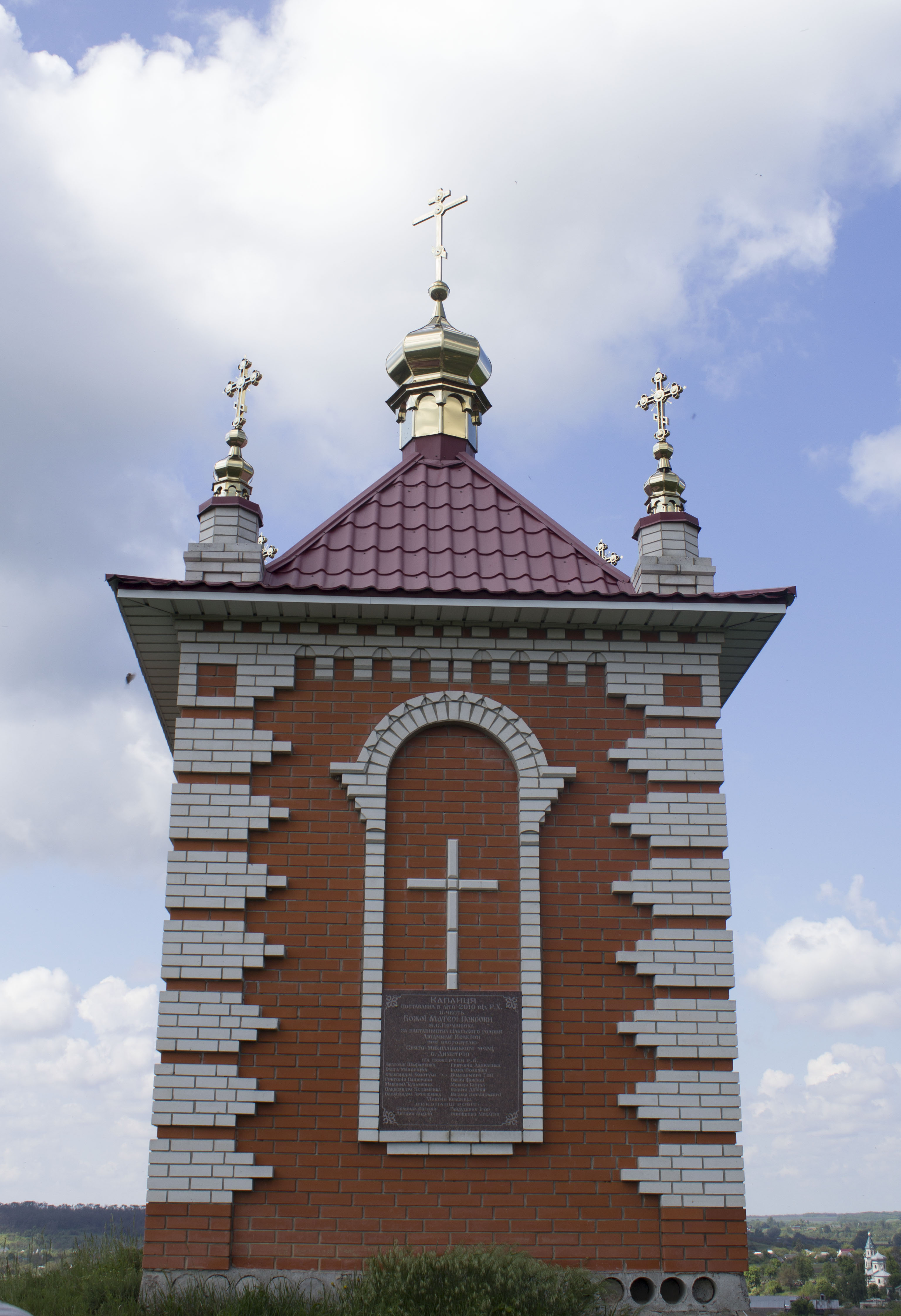
Ревина гора. Каплиця
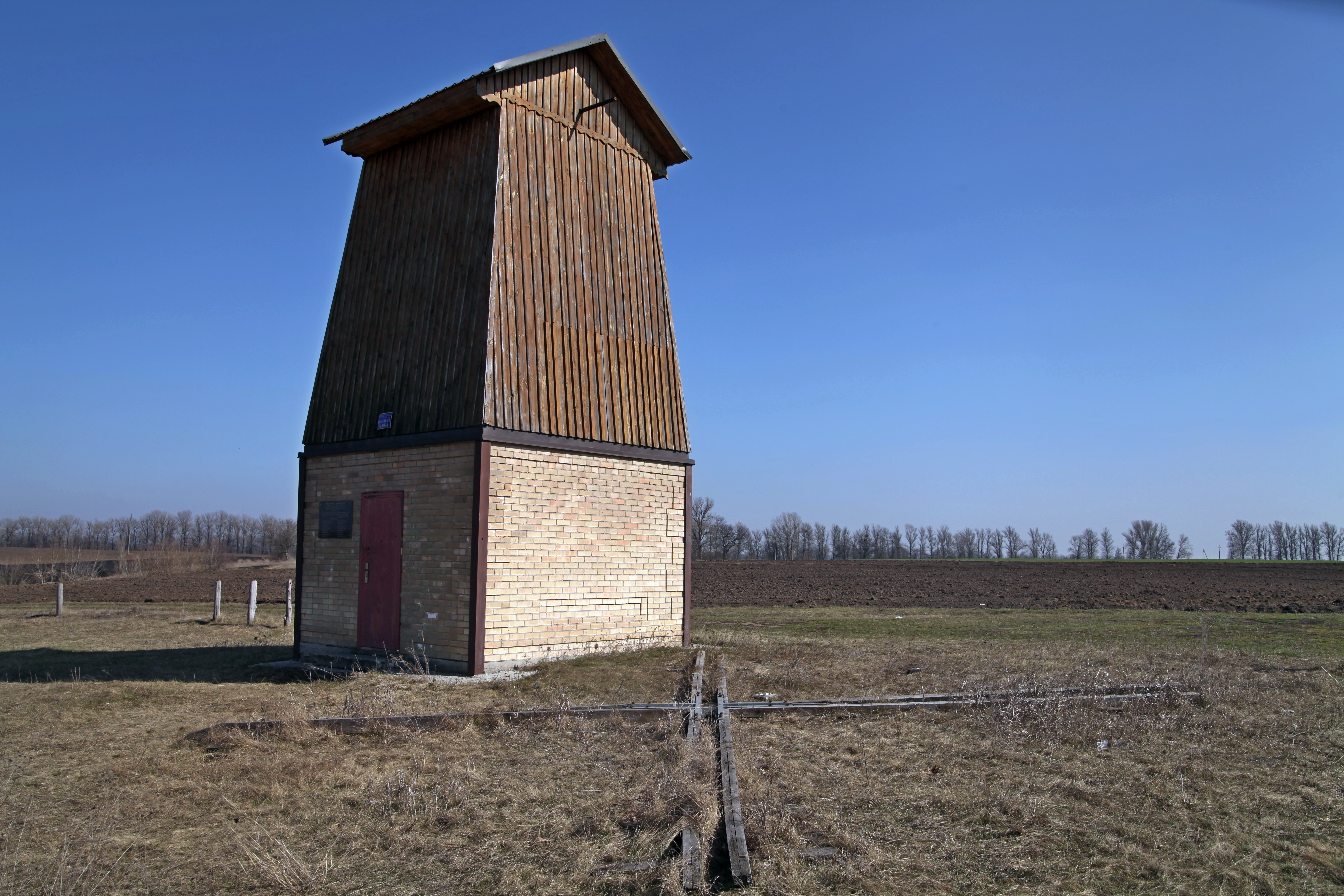
Ревина гора. Музей хлібу
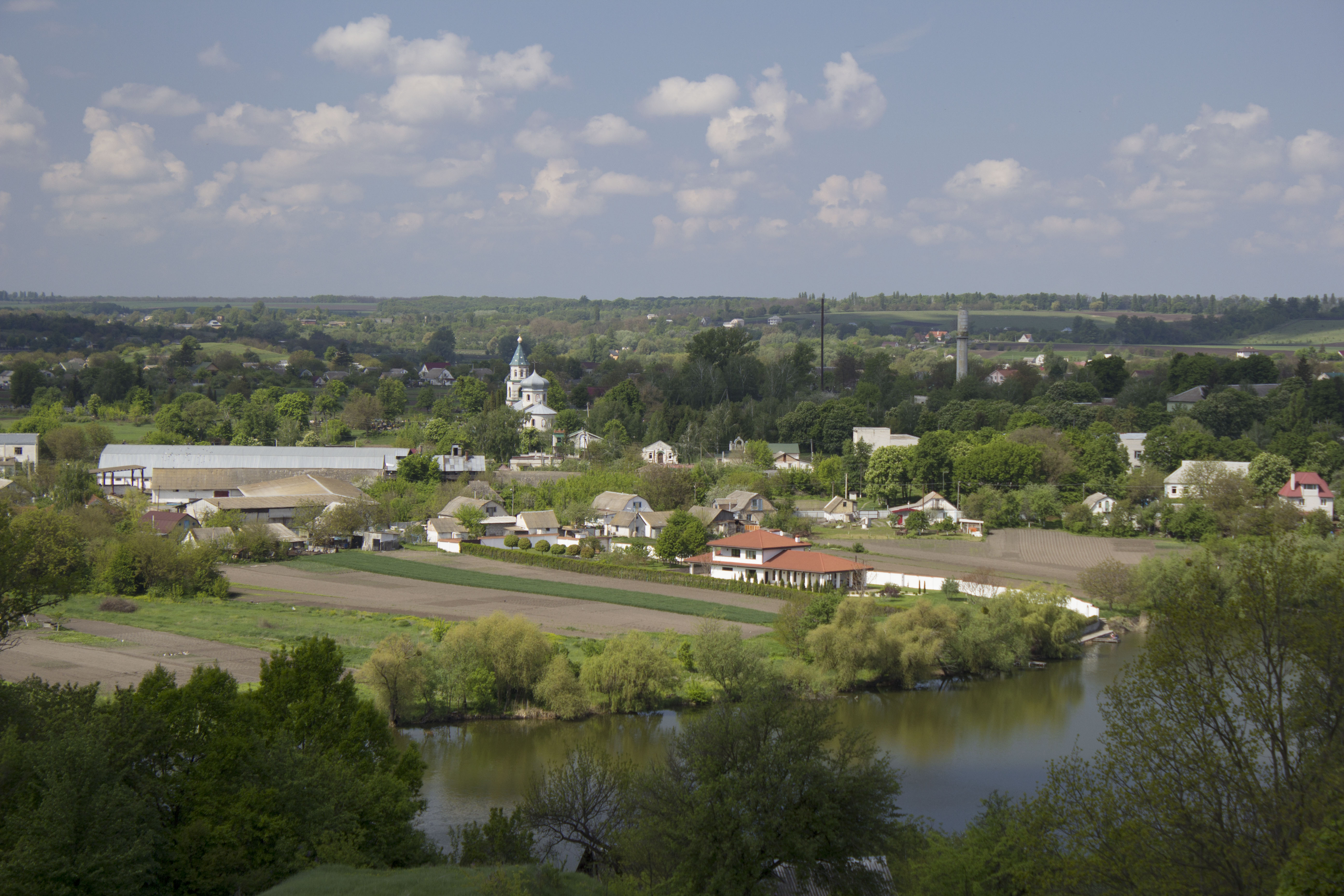
Германівка, вид із Ревиної гори